# Championnat de France de rugby à XIII 1950-1951
Navigation
Édition précédente Édition suivante
Le Championnat de France de rugby à XIII 1950-1951 oppose pour la saison 1950-1951 les meilleures équipes françaises de rugby à XIII au nombre de quatorze.

## Liste des équipes en compétition
| Albi Avignon Bordeaux Carcassonne Carpentras Cavaillon Lézignan Libourne Lyon Marseille XIII Catalan Toulouse O. Toulon Villeneuve-sur-Lot |

Douze équipes participent au championnat de France de première division .

## Déroulement de la compétition

### Classement de la première phase
| Classement | Club               | Points | Matchs | Victoire | Nul | Défaite | PP  | PC  |
| 1er        | Carcassonne        | 69     | 26     | 20       | 3   | 3       | 499 | 207 |
| 2e         | XIII Catalan       | 67     | 26     | 19       | 3   | 4       | 421 | 191 |
| 3e         | Marseille          | 66     | 26     | 20       | 0   | 6       | 496 | 211 |
| 4e         | Lyon               | 65     | 26     | 19       | 1   | 6       | 452 | 162 |
| 5e         | Villeneuve-sur-Lot | 62     | 26     | 17       | 2   | 7       | 266 | 141 |
| 6e         | Albi               | 51     | 26     | 12       | 1   | 13      | 277 | 359 |
| 7e         | Avignon            | 44     | 25     | 9        | 1   | 15      | 211 | 283 |
| 8e         | Cavaillon          | 43     | 23     | 9        | 2   | 12      | 158 | 248 |
| 9e         | Lézignan           | 42     | 25     | 7        | 3   | 15      | 260 | 421 |
| 10e        | Carpentras         | 40     | 22     | 9        | 0   | 13      | 209 | 328 |
| 11e        | Bordeaux           | 40     | 24     | 8        | 0   | 16      | 233 | 392 |
| 12e        | Libourne           | 37     | 23     | 7        | 0   | 16      | 251 | 356 |
| 13e        | Toulouse           | 37     | 25     | 5        | 2   | 18      | 208 | 329 |
| 14e        | Toulon             | 29     | 23     | 2        | 2   | 19      | 264 | 577 |

|  | Qualifié pour les demi-finales |

Le classement est incomplet.

## Phase finale
|  | Demi-finales                 | Demi-finales                 | Demi-finales                 | Demi-finales                 |      |      | Finale                      | Finale                      | Finale                      | Finale                      |
|  |                              |                              |                              |                              |      |      |                             |                             |                             |                             |
|  | Le 22 avril 1951 à Perpignan | Le 22 avril 1951 à Perpignan | Le 22 avril 1951 à Perpignan | Le 22 avril 1951 à Perpignan |      |      | Le 29 avril 1951 à Toulouse | Le 29 avril 1951 à Toulouse | Le 29 avril 1951 à Toulouse | Le 29 avril 1951 à Toulouse |
|  | Lyon                         | Lyon                         | 22                           | 22                           |      |      | Le 29 avril 1951 à Toulouse | Le 29 avril 1951 à Toulouse | Le 29 avril 1951 à Toulouse | Le 29 avril 1951 à Toulouse |
|  | Lyon                         | Lyon                         | 22                           | 22                           |      |      | Le 29 avril 1951 à Toulouse | Le 29 avril 1951 à Toulouse | Le 29 avril 1951 à Toulouse | Le 29 avril 1951 à Toulouse |
|  | Carcassonne                  | Carcassonne                  | 11                           | 11                           |      |      | Le 29 avril 1951 à Toulouse | Le 29 avril 1951 à Toulouse | Le 29 avril 1951 à Toulouse | Le 29 avril 1951 à Toulouse |
|  | Carcassonne                  | Carcassonne                  | 11                           | 11                           | Lyon | Lyon | 15                          | 15                          |                             |                             |
|  | Le 22 avril 1951 à Lyon      |                              |                              |                              | Lyon | Lyon | 15                          | 15                          |                             |                             |
|  |                              |                              | XIII Catalan                 | XIII Catalan                 | 10   | 10   |                             |                             |                             |                             |
|  | XIII Catalan                 | XIII Catalan                 | XIII Catalan                 | XIII Catalan                 | 10   | 10   | 10                          | 10                          |                             |                             |
|  | XIII Catalan                 | XIII Catalan                 |                              |                              |      |      |                             | 10                          |                             |                             |
|  | Marseille                    | Marseille                    | 8                            | 8                            |      |      |                             |                             |                             |                             |
|  | Marseille                    | Marseille                    | 8                            | 8                            |      |      |                             |                             |                             |                             |

### Finale
(mt : 3 - 5)
Homme du match :
Points marqués :
- Lyon: 5 essais de Bellan (41e), Voron (69e et 70e), Lhoste (76e) et Lécuyer (78e)
- XIII Catalan: 1 essai de Malafosse (9e) et de Thubert (44e), 2 transformations de Comes (9e et 44e).

Évolution du score : 0-5, 3-5 (mi-temps), 3-10, 6-10, 9-10, 12-10, 15-10.
Arbitre : M. A.S. Dobson
Spectateurs : 21 933
Composition des équipes :
- Lyon: René Lhoste - Maurice Voron, Roger Rey, Maurice Bellan, Antoine Lécuyer - René Duffort, Joseph Crespo - Henri Riu, Jean Audoubert, Joseph Vanel, François Montrucolis, Élie Brousse, René Lasserre - Entraîneur : Robert  Samatan
- XIII Catalan: Lucien Malafosse - Frédéric Trescazes, Jep Maso, Gaston Comes, Francis Thubert - Paul Dejean, Irénée Carrère - Marcel Piques, Georges Vayre, François Borras, Ambroise Ulma, Gleizes, Jean Roigt - Entraîneur :  Augustin Saltraille

## Effectifs des équipes présentes
| Lyon        | Abadié Jean Audoubert Hugues Baldassin Maurice Bellan Élie Brousse Joseph Crespo René Duffort René Lasserre Antoine Lécuyer René Lhoste François Montrucolis Georges Rascol Roger Rey Henri Riu Pierre Taillantou Joseph Vanel Maurice Voron Entraîneur : Robert Samatan                         | XIII Catalan       | Benezet Borras Irénée Carrère Gaston Comes Paul Dejean Jep Maso Gleizes Lucien Malafosse Piques Jean Roigt Thubert Frédéric Trescazes Tricoire Ambroise Ulma Georges Vayre Entraîneur : Augustin Saltraille                                         |
| Carcassonne | Gilbert Benausse Gilbert Bertrand Louis Cadène Germain Calbète Jean Deloncle Roger Ferrien Marcel Gacia Pierre Gastou Roger Guilhem Joseph Grasseau Christian Lasalle Jean Lassègue Louis Llari Martin Martin André Marty Louis Mazon Édouard Ponsinet Puig-Aubert Claude Teisseire Henri Vaslin | Bordeaux           | José Audignon Paul Bartoletti Brousse Castro Chardier Raymond Contrastin Dehès (ou Déhez) Christian Duplé Fourcade Adolphe Inza Jimenez Lamouliatte Laussat Odé Lepes Maysonnave Theux Treboutat Visentin                                           |
| Marseille   | Maurice André Antranick Apellian Robert Barthès André Béraud Paul Césard Norbert Costa Guy Delaye Jean Dop Lopez Jacques Merquey Marius Miseroux Robert Moncéré Ulysse Négrier François Othal Paul Poncet François Rinaldi André Rouzaud Tallagrand Entraîneur : André Béraud                    | Toulouse           | Bataille Bigorre Jean Bombail Robert Caillou Fernand Cantoni Vincent Cantoni Jean Dubalen Fitte Grégoire Latanne Pazols Louis Poletti |
| Albi        | Armand Balent Bernard Gabriel Berthomieu Marcel Blanc Castro Bernard Cesses Gaston Combes Duverger Georges Fages Fitté Charles Galaup Héral Heuillet André Melet Moïsse André Rives Rouanet Thomas Torrens Gilbert Verdié Viguier Marcel Volot                                                   | Villeneuve-sur-Lot | Arcas Artigalas Gaston Calixte Desbeaux Roger Estrada Gay Gabriel Genoud Auguste Lucianaz Macchi Marius Masetti Murari Yves Treilhes Vigouroux Entraîneur : Baptiste Carbo                                                                          |
| Cavaillon   | Aldo Cibrario Douarche Roger Frassi Gayé Gilbert Germano Michel Lopez Marfour Pagès Pagnetti Peyresaubes Hubert Prats Sarnette Saurel J. Tallagrand Vasse | Toulon             | Abadie Acezat Albert André Argelès Barrère Bernard Blanc Bordenave Robert Casse Ducasse Claude Durand Henri Durand Jean Fachan Garcia Harrère Lopez Jacques Merquey Marty Orsony Pérez Rostaing Sancey Entraîneur : Jean Duhau                      |
| Avignon     | Cazade Chastel Comte Louis Dehaye Dublé Félix Fabre Jacques Fabre Hurard René Jean Louis Malet Denis Morelli Paliarès André Savonne Veyret | Lézignan           | Auguste Ambert Bigorre (d'Albi) Coulon Courrenc Darrieumerlou Dessandier André Dumas José Dumas Pierre Espeluque Giaccomi Joseph Guiraud Labrousse Louis Marty Monceau Noë Roques Saragosse Thomas Trévoutat (d'Arcachon) Entraîneur : Gaston Amila |
| Libourne    | André Audy Angelo Boldini Bonnecaze Bouillère Frédou Guittard | Carpentras         | René Clareton Entraîneur : Justin Davant |